# Neostenotarsus
Genre
Synonymes
- Stenotarsus Tesmoingt & Schmidt, 2002 nec Perty, 1832

Neostenotarsus est un genre d'araignées mygalomorphes de la famille des Theraphosidae.

## Répartition
Les espèces de ce genre se rencontrent en Guyane et au Guyana.

## Liste des espèces
Selon World Spider Catalog (version 25.0, 28/03/2024) :
- Neostenotarsus guianensis (Caporiacco, 1954)
- Neostenotarsus scissistylus (Tesmoingt & Schmidt, 2002)

## Systématique et taxinomie
Stenotarsus Tesmoingt (d) & Schmidt (d), 2002, préoccupé par Stenotarsus Perty, 1832, a été remplacé par Neostenotarsus par Pribik (d) & Weinmann (d), 2004.

## Publications originales
- (de) Frantisek Pribik et Dirk Weinmann, « Ein Fall von Präokkupation in der Unterfamilie Theraphosinae und der sich daraus ergebende neue Name Neostenotarsus Pribik & Weinmann, 2004 nom. nov. pro Stenotarsus Tesmoingt & Schmidt, 2002 (Araneae: Mygalomorphae: Theraphosidae) », Arthropoda, Allemagne, vol. 12, no 2,‎ 2004, p. 21 (ISSN 0943-7274).
- (de) Marc Tesmoingt et Günter Schmidt, « Stenotarsus scissistylus gen. et sp. n. (Theraphosidae: Theraphosinae), eine Vogelspinne aus Französisch Guyana », Tarantulas of the World, vol. 76,‎ 2002, p. 3-12.